# Zelfherkenning
Zelfherkenning is het proces van herkenning van de eigen identiteit, bijvoorbeeld door waarneming van een foto, spiegelbeeld of andere gedragskenmerken zoals het eigen stemgeluid, de eigen manier van bewegen etc.
Zelfherkenning wordt vaak in verband gebracht met zelfbewustzijn (‘zichzelf’ kunnen onderscheiden van ‘een ander’), maar ook met empathie (het vermogen om zich in een ander te kunnen verplaatsen).

## Ontwikkeling
Zelfherkenning ontbreekt bij baby´s. Het ontwikkelt zich rondom de peuterleeftijd (rond 1,5 jaar) waarbij het samengaat met de ontwikkeling van zelfbewustzijn..

## Dierproeven
Zelfherkenning is een belangrijk thema in het onderzoek naar bewustzijn van dieren. Dit is onderzocht door middel van de spiegelproef, waarbij een dier zijn eigen spiegelbeeld in een spiegel moet bekijken. Bij dieren die voor de proef 'slagen' (bijvoorbeeld chimpansees, dolfijnen, olifanten maar ook eksters) wordt dit opgevat als bewijs van aanwezigheid van een vorm van zelfbewustzijn of empathie. Door Mark Bekoff is een experiment gedaan dat aantoonde dat honden hun eigen urinespoor konden onderscheiden van dat van andere honden.